# Cassonade Candico

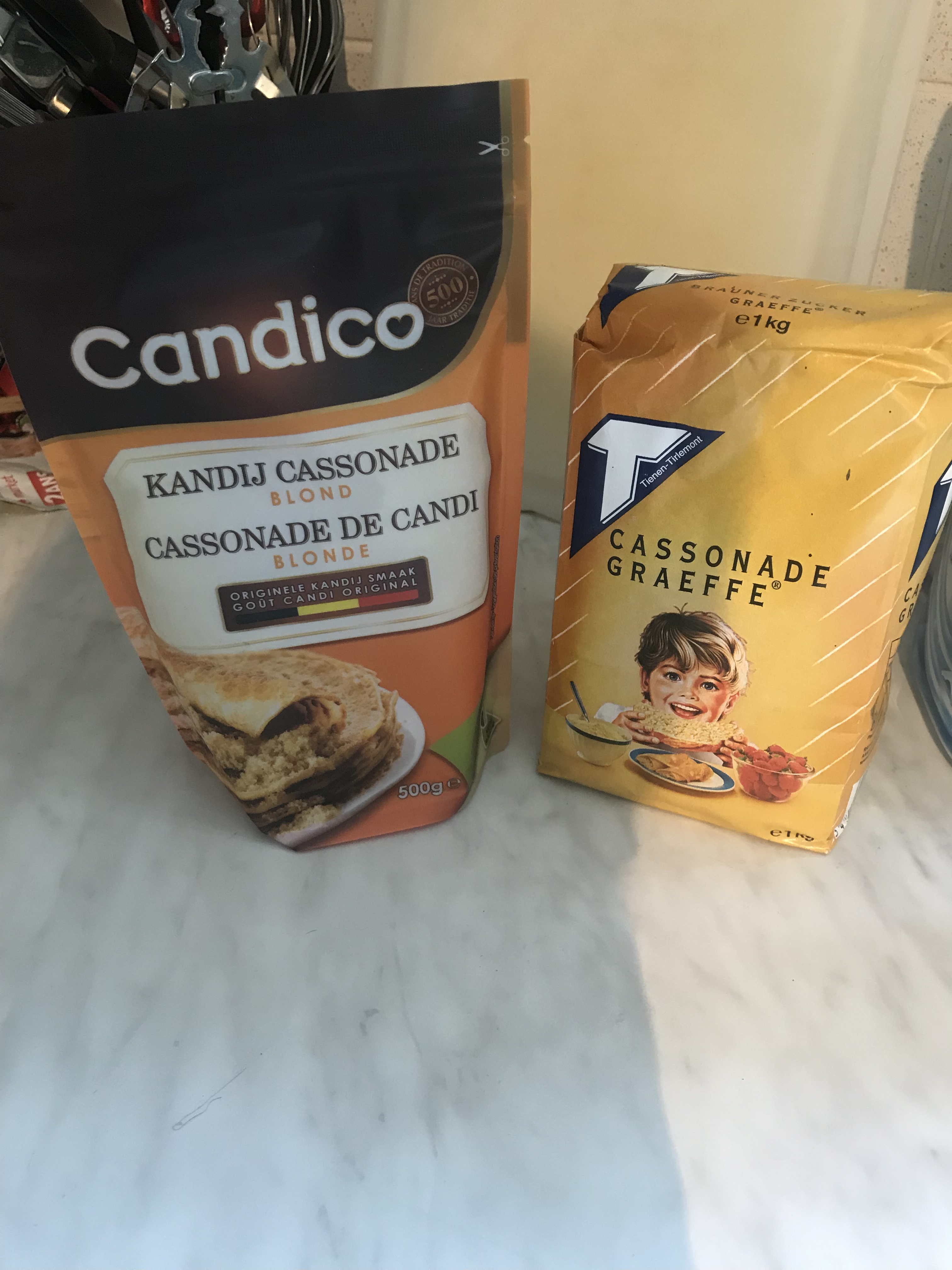
Cassonade Candico et Cassonade Graeffe.

La cassonade Candico est un sucre produit et commercialisé par la Raffinerie tirlemontoise. 
Elle est avec la cassonade Graeffe, l'une des deux marques emblématiques de cassonade en Belgique, c'est-à-dire de ce qui est appelé vergeoise en France. À la différence, de la cassonade Graeffe, la cassonade Candico est faite à partir de sirop de sucre candi.

## Histoire
Le port d'Anvers est l'un des grands port pour le commerce de la Canne à sucre.
Candico est fondé en 1935 comme une coopérative rassemblant plusieurs raffinerie anversoise de sucre Candi. Celles-ci finirent par fusionner en la Raffima qui fut repris par la Raffinerie Tirlemontoise. Elle commença alors à utiliser le nom Candico. 
Sa cassonade de Candi est l'une des deux marques emblématiques de Cassonade en Belgique. Ce produit, qui répond en Belgique à l'appellation cassonade, ressemble à la vergeoise disponible en France.